# Pelarkaktussläktet

## Beskrivning
Pelarkaktussläktet (Cereus) är mestadels upprättväxande trädlika plantor som grenar sig rikt och kan bli nästan 14 meter höga med en stamdiameter på 30 centimeter. Det finns också en del lågväxande eller till och med marktäckande arter som bildar täta snår av stammar, vilka inte blir mer än en meter långa. Dessa plantor har starkt markerade åsar, 4 till 7 stycken, som ibland är djupt inskurna så att de blir ganska smala, speciellt på nya stammar. Andra arter, exempelvis C. aethiops, har rundade åsar. De cirkelrunda areolerna sitter med 2,5-5 centimeters mellanrum och har ofta vit eller brun ull. Taggarna är i regel uppdelade på radiärtaggar och centraltagg. De är mellan tre och tolv till antalet och grå bruna eller svarta och styva. Taggarnas längd varierar från 0,6 till 6,3 centimeter och de står ut från de gröna eller blåaktiga stammarna. 
Blommorna kommer fram ur areolerna på gamla eller nya stammar, men inte nära tillväxtpunkten. Blommorna är ganska stora och trumpetformade med en lång pip som har grönaktiga fjäll på utsidan. Dessa nattliga blommor i olika nyanser av grönaktigt vitt, vitt eller rosa kan bli 10-12,5 centimeter i diameter. Frukterna är något ovala, upp till 12,5 centimeter långa och 7,5 centimeter breda, köttiga och släta utanpå. Som mogna är de klart röda och har en tilltalande fruktliknande doft. 

## Förekomst
Arterna i detta släkte finns i en stor del av Sydamerika, speciellt i länderna öster om Anderna, men också på Curaçao, och några andra av de Västindiska öarna, där C. repandus förekommer. De växer från havsnivå och upp till höjdnivåer där det förekommer frost på vintern.

## Taxonomi
Cereus är förmodligen det mest svårbegripliga släktet inom hela kaktusfamiljen. Även om själva namnet är ett av de äldsta bland kaktusarna, och blev antaget redan 1754 av Philip Miller, så finns det fortfarande en hel del oklarheter.
Synonymer: 
- Piptanthocereus Riccobono 1909
- Subpilocereus Backeb. 1938
- Mirabella F.Ritter 1979